# Ciosaniec (gromada)
Ciosaniec – dawna gromada, czyli najmniejsza jednostka podziału terytorialnego Polskiej Rzeczypospolitej Ludowej w latach 1954–1972.
Gromady, z gromadzkimi radami narodowymi (GRN) jako organami władzy najniższego stopnia na wsi, funkcjonowały od reformy reorganizującej administrację wiejską przeprowadzonej jesienią 1954 do momentu ich zniesienia z dniem 1 stycznia 1973, tym samym wypierając organizację gminną w latach 1954–1972.
Gromadę Ciosaniec z siedzibą GRN w Ciosańcu utworzono – jako jedną z 8759 gromad na obszarze Polski – w powiecie sulechowskim w woj. zielonogórskim na mocy uchwały nr V/23/54 WRN w Zielonej Górze z dnia 5 października 1954. W skład jednostki weszły obszary dotychczasowych gromad Ciosaniec, Bagno, Droniki i Szreniawa ze zniesionej gminy Ciosaniec w tymże powiecie.
1 stycznia 1955 gromadę włączono do powiatu wschowskiego w tymże województwie, gdzie ustalono dla niej 12 członków gromadzkiej rady narodowej.
1 stycznia 1958 do gromady Ciosaniec włączono wsie Łupica i Spokojna ze zniesionej gromady Łupice w tymże powiecie.
Gromada przetrwała do końca 1972 roku, czyli do kolejnej reformy gminnej. 1 stycznia 1973 – tym razem w powiecie wschowskim – reaktywowano gminę Ciosaniec (zniesiono ją ponownie 15 stycznia 1976).